# Penha (apelido)
Penha (variante Pena) é um apelido de família da onomástica da língua portuguesa.
A família Penha portuguesa tem origem toponimíca e remonta a Ribeira de Pena, de onde tirou o apelido, pois que no séculos XVI e XVII esta região designava-se por Pena ou Penha. O seu solar- a Casa de Santa Marinha - situa-se na freguesia de Santa Marinha deste concelho do distrito de Vila Real.
Familia típica da Nobreza local se juntou às principais estirpes fidalgas da região de Basto e com diversas outras de outros pontos de Portugal.
Francisco Gonçalves Penha, capitão das volantes no último período da Guerra da Restauração (1647/1668), não levando soldo à Real Fazenda e sustentando à sua custa dois cavalos no serviço activo, como se declara na carta de brasão passada a seu neto o capitão-mor Baltasar Pacheco de Andrade, senhor como ele da casa de Santa Marinha, solar dos Penhas, foi igualmente ele que em 1678 institui a capela e o grande morgadio de São Francisco Xavier, cujo Santo seu bisavô Filipe Carneiro o havia levado para a India a bordo da sua nau. Faleceu em indito e lidimo varão em 1703, e quis ser sepultado sob uma lage sepulcral lisa, ainda hoje à porta da capela que fundara, como derradeira prova de piedade e humildade cristã. O tronco da linhagem da familia Penha descendem deste Francisco Gonçalves Penha, sendo o primeiro deste apelido, os Penhas descendem dos seus sete filhos que foram sepultados nesta capela debaixo das armas dos Pacheco de Andrade.
O último morgado foi o 2º Barão de Ribeira de Pena. 
Pertencem a esta familia o poeta João Penha, a feminista Adelaide Penha de Magalhães e o compositor Rui Penha
O escritor Camilo Castelo Branco, usou diversas personagens com esta apelido, como o "desembargador Fernando Gonçalves Penha", em "Maria Moisés", nas suas Novelas do Minho.
Vários ramos passaram ao Brasil no século XVIII, de que o presidente do Brasil Afonso Augusto Moreira Pena e o Barão de São Tomé são alguns conhecidos representantes.
Sobre esta familia apenas uma pequena parte está publicada. Entre os genealogistas do passado, como José de Moura Coutinho ou Bernardo Carneiro, merece destaque a obra recente Familias Brasileiras.

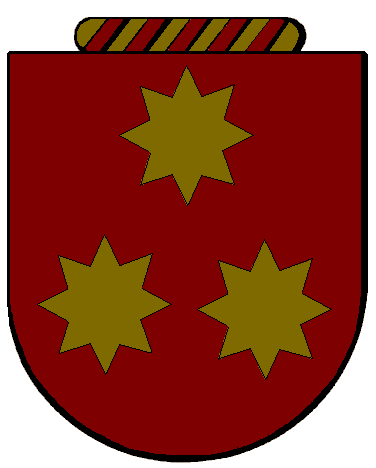
Brasão da Família Penha